# Patrisse Cullors
Patrisse Cullors (Los Angeles, 20 giugno 1983) è un'attivista e artista statunitense.

## Biografia
Nata a Los Angeles, Patrisse Cullors è cresciuta a Pacoima, un quartiere della Valle di San Fernando. È stata costretta a lasciare casa a sedici anni quando ha rivelato la sua omosessualità ai suoi genitori. Successivamente ha conseguito una laurea in religione e filosofia presso l'università californiana.
A seguito della morte di Trayvon Martin, Cullors ha fondato il movimento Black Lives Matter con Alicia Garza e Opal Tometi. Cullors si descrive come un'abolizionista della prigione, polizia e della «militarizzazione», una posizione che secondo lei è ispirata «dall'eredità della lotta anticoloniale guidata dai neri negli Stati Uniti e in tutte le Americhe». Favorisce anche le riparazioni per quelli che descrive «i dolori storici e i danni causati dal colonialismo degli europei» in varie forme, come «restituzione finanziaria, ridistribuzione della terra, autodeterminazione politica, programmi educativi culturalmente rilevanti, recupero della lingua e diritto di ritorno (o rimpatrio)». Cita Eric Mann come suo mentore durante i suoi primi anni di attivismo presso la Bus Riders Union di Los Angeles; le sue ispirazioni ideologiche includono anche Angela Davis, Frantz Fanon e Audre Lorde. Riguardo all'utilizzo della violenza come metodo di protesta, ha affermato di credere «nell'azione diretta, ma nell'azione diretta non violenta», e che questa è la convinzione anche del movimento Black Lives Matter. A febbraio 2017 si è dissociata, assieme al suo movimento, dal presidente statunitense Donald Trump, mentre a febbraio 2020 ha sostenuto i senatori Elizabeth Warren e Bernie Sanders alle primarie democratiche.
Nel 2016 ha ricevuto una laurea honoris causa dall'Università di Clarkson, mentre nel 2020 è stata inserita in una lista stilata da Queerty riguardante cinquanta persone che «stanno guidando la nazione verso l'uguaglianza, l'accettazione e la dignità di tutte le persone».
Il 3 gennaio 2023 ha chiesto le dimissioni del capo del Los Angeles Police Department Michel Moore e dei suoi agenti per il decesso del cugino Keenan Anderson, contestando il trattamento riservatogli al momento dell'arresto in cui "necessitava assistenza e non l'ha ricevuta": il giovane, inseguito mentre era sotto effetto di stupefacenti, è stato trattato con il taser al momento dell'arresto.